# Max fiancé
 (juillet 2025).
Pour plus de détails, voir Fiche technique et Distribution.
Max fiancé (ou Max a trouvé une fiancée) est un court métrage muet français réalisé par Lucien Nonguet en 1911.

## Résumé
Renvoyé par ses parents parce qu'il rentre très souvent tard dans la nuit, Max se retrouve à la rue sans ressource. Il trouve par hasard un carton d'invitation pour une réception et là il tombe amoureux de la fille de la maison. Il se fait engager comme serveur dans une brasserie pour subvenir à ses besoins. Et, bien qu'il surprenne son futur beau-père au café en galante compagnie, cela finira par un mariage avec le consentement des deux pères.

## Fiche technique
- Réalisation : Lucien Nonguet
- Scénario : Max Linder
- Production : Pathé Frères
- Pays : France
- Format : Muet - Noir et blanc - 1,33:1 - 35 mm
- Genre :  Comédie
- Durée : 215 m - 9 min 36 s
- Date de sortie :  
  -  France -  7 avril 1911

## Distribution
- Max Linder : Max
- Jacques Vandenne : M. Ziccarini
- Paulette Lorsy : Mlle Ziccarini
- Le père de Max
- La mère de Max
- Le patron du café
- Des consommateurs
- La femme qui accompagne M. Ziccarini
- La servante qui apporte la lettre
- Le consommateur mécontent